# Cabinet Bouffier II
Pour les articles homonymes, voir Bouffier.
Land de Hesse
Bouffier I Bouffier III
Le cabinet Bouffier II (en allemand : Kabinett Bouffier II) est le gouvernement du Land de Hesse entre le 18 janvier 2014 et le 18 janvier 2019, durant la 19e législature du Landtag.

## Majorité et historique
Dirigé par le ministre-président chrétien-démocrate sortant Volker Bouffier, ce gouvernement est constitué et soutenu par une « coalition noire-verte » entre l'Union chrétienne-démocrate d'Allemagne (CDU) et l'Alliance 90 / Les Verts (Grünen). Ensemble, ils disposent de 61 députés sur 110, soit 55,5 % des sièges au Landtag.
Il est formé à la suite des élections régionales du 22 septembre 2013.
Il succède donc au cabinet Bouffier I, constitué et soutenu par une « coalition noire-jaune » entre la CDU et le Parti libéral-démocrate (FDP).
Lors du scrutin, l'effondrement du FDP empêche la reconduction de la majorité sortante. Après l'échec des discussions exploratoires pour constituer une « coalition rouge-rouge-verte » entre le Parti social-démocrate d'Allemagne (SPD), les Grünen et Die Linke, puis pour constituer une « grande coalition » unissant la CDU et le SPD, les chrétiens-démocrates et les écologistes entament des négociations.
Les discussions destinées à former la deuxième coalition noire-verte allemande (après Hambourg en 2008) se concluent positivement en décembre 2013. Le gouvernement est officiellement formé en janvier 2014, près de quatre mois après la tenue des élections régionales.

## Composition

### Initiale (18 janvier 2014)
- Les nouveaux ministres sont indiqués en gras, ceux ayant changé d'attributions en italique.

| Portefeuille                                                                                                  | Titulaire | Titulaire            | Parti  |
| --- | --------- | -------------------- | ------ |
| Ministre-président                                                                                            |           | Volker Bouffier      | CDU    |
| Vice-ministre-président Ministre de l'Économie, de l'Énergie, des Transports et du Développement régional     |           | Tarek Al-Wazir       | Grünen |
| Ministre de l'Intérieur et des Sports                                                                         |           | Peter Beuth          | CDU    |
| Ministre des Finances                                                                                         |           | Thomas Schäfer       | CDU    |
| Ministre de la Justice                                                                                        |           | Eva Kühne-Hörmann    | CDU    |
| Ministre de l'Environnement, de la Protection du climat, de l'Agriculture et de la Protection du consommateur |           | Priska Hinz          | Grünen |
| Ministre des Affaires sociales et de l'Intégration                                                            |           | Stefan Grüttner      | CDU    |
| Ministre de l'Éducation                                                                                       |           | Ralph Alexander Lorz | CDU    |
| Ministre de la Science et de la Culture                                                                       |           | Boris Rhein          | CDU    |
| Ministre des Affaires fédérales et européennes                                                                |           | Lucia Puttrich       | CDU    |
| Ministre sans portefeuille Directeur de la chancellerie régionale                                             |           | Axel Wintermeyer     | CDU    |